# Адеър (окръг, Айова)
www.adamscountyia.com
Окръг Адеър (на английски: Adair County) е окръг в щата Айова, Съединени американски щати. Площ 1476 km² (1,01% от територията на щата, 50-о място). Население – 7092 души (2016), 0,22% от населението на щата, 88-о място, гъстота 4,8 души/km². Административен център град Грийнфийлд.
Окръгът е разположен в югозападната част на щата. Граничи със следните окръзите: на север – Гътри, на изток – с окръг Медисън, на юг – Юниън и Адамс, на запад – Кас. Релефът е равнинен с надморска височина между 340 и 440 m. От окръга водят началото си реките реките Нодавей и Томпсън, леви притоци на Мисури), а в източната му част протича участък от горното течение на река Мидъл (десен приток на Де Мойн, която е десен приток на Мисисипи).
Административен център на окръга и най-голямо селище е град Грийнфийлд 1982 души (2010 г.), а втори по големина е град Стюарт 1648 души (2010 г.).
През окръга преминават участъци от 1 междущатска магистрала и 1 междущатско шосе:
- Междущатска магистрала  – 24 мили (38,6 km), през северната част на окръга, от запад на изток;
- Междущатско шосе  – 24 мили (38,6 km), през северната част на окръга, от запад на изток, като изцяло се дублира с Междущатска магистрала .

Окръгът е образуван на 15 януари 1851 г. и е наименуван в чест на Джон Адеър (1757 – 1840), сенатор в конгреса на САЩ (1805-06) и 8-и губернатаро на щата Кентъки (1820-24).